# کانال هرتفورد یونیون

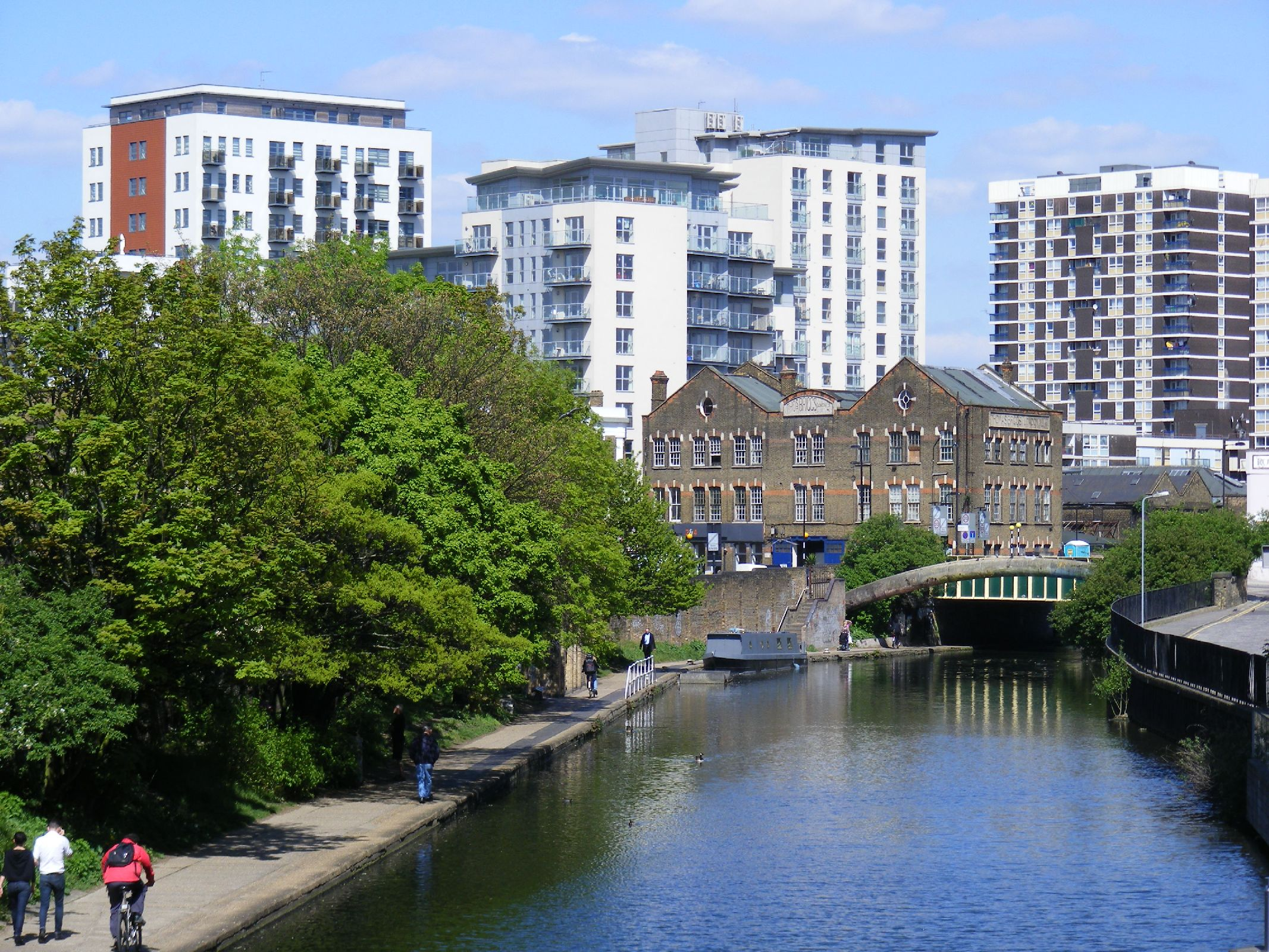
نگاره‌ای از کانال هرتفورد یونیون.

کانال هرتفورد یونیون (به انگلیسی: Hertford Union Canal) یک آبراهه واقع در شرق لندن است. این آبراهه به طول ۱.۶ کیلومتر، نخستین‌بار در سال ۱۸۳۰ میلادی، افتتاح شد.